# Chengde
Chengde (承德, Pinyin: Chéngdé; Manciù: Erdemu be aliha fu) è una città situata a circa  160 km a nordest di Pechino nella provincia dello Hebei, situata vicino al fiume Luan. La popolazione della Città è di circa 457 000 abitanti.
Questa località è famosa in quanto l'imperatore Kangxi vi fissò nel 1703 la sua residenza estiva.
Il palazzo d'estate di Chengde, il tempio del piccolo Potala, gli altri giardini ed il complesso storico di Chengde sono inseriti nella lista del patrimonio dell'umanità dell'UNESCO dal 1994.

## Suddivisioni amministrative
- Distretto di Shuangqiao
- Distretto di Shuangluan
- Distretto di Yingshouyingzikuang
- Pingquan
- Contea di Chengde
- Contea di Xinglong
- Contea di Luanping
- Contea di Longhua
- Contea autonoma manciù di Fengning
- Contea autonoma manciù di Kuancheng
- Contea autonoma manciù e mongola di Weichang